# Generator obwiedni

Przykładowy schemat blokowy syntezatora, posiadającego dwa generatory obwiedni. EG1 odpowiedzialny jest za kształtowanie obwiedni filtra, natomiast EG2 odpowiada za kształtowanie amplitudy sygnału w czasie.

Generator obwiedni (EG, ENV, ang. Envelope Generator) – blok syntezatora lub innego elektronicznego instrumentu muzycznego, odpowiedzialny za wytwarzanie obwiedni dźwięku.
Generator obwiedni oprócz kształtowania amplitudy w czasie, może również sterować innymi modułami instrumentu, np. filtrem. Niekiedy urządzenie to wyposażone jest w wyjście trigger (wytwarzające krótki impuls wyzwalający), które pozwala na uzyskanie dodatkowych efektów. Blok EG może być realizowany zarówno sprzętowo (jako obwód elektroniczny), jak i programowo.

## Modele obwiedni

Postać typowej obwiedni ADSR.

Najpopularniejszym modelem obwiedni, wykorzystywanym w syntezatorach, jest ADSR (akronim od pojęć: Attack, Decay, Sustain, Release). Jego działanie, na przykładzie syntezatora klawiszowego, jest następujące:
- Attack – czas narastania amplitudy od zera do poziomu maksymalnego, po naciśnięciu klawisza;
- Decay – czas opadania amplitudy od poziomu maksymalnego do poziomu podtrzymania (sustain);
- Sustain – amplituda, poziom podtrzymania, gdy klawisz jest naciśnięty dłuższy czas (wybrzmiewanie);
- Release – czas opadania amplitudy od poziomu podtrzymania do zera, po zwolnieniu klawisza (wybrzmiewanie końcowe, zanikanie).

Istnieją również inne modele budowy obwiedni, takie jak:
- AR (Attack, Release);
- ASR (Attack, Sustain, Release);
- ADDSR (Attack, Decay1, Decay2, Sustain, Release);
- ADBDSR (Attack, Decay, Break, Decay, Sustain, Release);
- HADSR (Hold, Attack, Decay, Sustain, Release).